# منتخب تايبيه الصينية لهوكي الجليد للسيدات
منتخب تايبيه الصينية لهوكي الجليد للسيدات هو ممثل تايبيه الصينية الرسمي في المنافسات الدولية في هوكي الجليد للسيدات
.